# Metroul S.A.
Metroul S.A. este compania care realizează proiectarea metroului din București. Ea a fost înființată în 1991 prin divizarea Întreprinderii „Metroul” București în mai multe companii diferite, operațiune prin care compania a primit prerogative privitoare la proiectarea, cercetarea, coordonarea lucrărilor și punerea în funcțiune a investițiilor privind realizarea rețelei de metrou, precum și alte lucrări similare în țară și străinătate;. În 1993 compania a fost privatizată. Deși în acte compania este deținută de angajați, presa a speculat în 2013 asupra faptului că ar fi de fapt controlată de USLM, contractele dintre Metrorex și Metroul făcând obiectul mai multor articole de presă.
Compania a depus o ofertă și pentru studiile de fezabilitate ale metroului din Cluj, însă nu a câștigat acel contract.